# Conigephyra melanchila
Conigephyra melanchila är en fjärilsart som beskrevs av Collenette 1960. Conigephyra melanchila ingår i släktet Conigephyra och familjen tofsspinnare. Inga underarter finns listade i Catalogue of Life.